# Бакскин (нефтяное месторождение)
Бакскин (англ. Buckskin) — нефтяное месторождение в США. Расположено в акватории Мексиканского залива. Открыто в феврале 2009 года. Глубина моря в районе 1970 метров.
Нефтегазоносность связана с отложениями палеогенового возраста. Извлекаемые запасы нефти оценивается 100 млн барр. или 17 млн тонн.
Оператором месторождение является нефтяная компания Chevron (55%). Другие партнеры - Repsol YPF (12,5%), Maersk (20%) и Samson Offshore (12,5%).